# Hopman Cup 1998
La Hopman Cup 1998 est la 10e édition du tournoi. Huit équipes mixtes participent à la compétition finale. La compétition se dispute selon les modalités dites du « round robin » : séparées en deux poules de quatre équipes, les deux premières de chacune sont conviées à se disputer le titre en finale. Chaque confrontation entre deux pays consiste en trois phases : un simple dames, un simple messieurs et un double mixte décisif.
Le tournoi, qui commence le 4 janvier au Burswood Entertainment Complex, se déroule à Perth, en Australie.

## Faits marquants
- La paire slovaque composée de Karina Habšudová et de Karol Kučera gagne le titre face aux Français Mary Pierce et Cédric Pioline.
- Il s'agit du 1er titre pour la Slovaquie.

## Matchs de poule
L'équipe en tête de chaque poule se voit qualifiée pour la finale.

### Groupe A

#### Classements
| #   | Équipe victorieuse | Adversaire | Score |
| 1er | Australie          | Suède      | 3 - 0 |
| 2e  | Espagne            | Slovaquie  | 2 - 1 |
| 3e  | Slovaquie          | Suède      | 3 - 0 |
| 4e  | Australie          | Espagne    | 2 - 1 |
| 5e  | Espagne            | Suède      | 2 - 1 |
| 6e  | Slovaquie          | Australie  | 2 - 1 |

| #   | Pays      | Points | Matchs | Sets  |
| --- | --------- | ------ | ------ | ----- |
| 1re | Slovaquie | 2-1    | 6-3    | 14-5  |
| 2e  | Australie | 2-1    | 6-3    | 11-10 |
| 3e  | Espagne   | 2-1    | 5-4    | 11-8  |
| 4e  | Suède     | 0-3    | 1-8    | 3-16  |

#### Matchs détaillés
|  | Équipe 1  | Score | Équipe 2 |  |
|  | Australie | 3 – 0 | Suède    |  |

| Ordre des matchs | Joueurs                          | Points au premier set | Points au second set | Points au troisième set |
| ---------------- | -------------------------------- | --------------------- | -------------------- | ----------------------- |
| 1                | Annabel Ellwood                  | 6                     | 6                    |                         |
| 1                | Åsa Carlsson                     | 4                     | 2                    |                         |
|                  |                                  |                       |                      |                         |
| 2                | Patrick Rafter                   | 6                     | 1                    | 7                       |
| 2                | Thomas Enqvist                   | 3                     | 6                    | 5                       |
|                  |                                  |                       |                      |                         |
| 3 (sans enjeu)   | Annabel Ellwood - Patrick Rafter | 6                     | 6                    |                         |
| 3 (sans enjeu)   | Åsa Carlsson - Thomas Enqvist    | 2                     | 4                    |                         |

|  | Équipe 1 | Score | Équipe 2  |  |
|  | Espagne  | 2 – 1 | Slovaquie |  |

| Ordre des matchs | Joueurs                         | Points au premier set | Points au second set | Points au troisième set |
| ---------------- | ------------------------------- | --------------------- | -------------------- | ----------------------- |
| 1                | Arantxa Sánchez                 | 6                     | 6                    |                         |
| 1                | Karina Habšudová                | 2                     | 3                    |                         |
|                  |                                 |                       |                      |                         |
| 2                | Carlos Moyá                     | 5                     | 4                    |                         |
| 2                | Karol Kučera                    | 7                     | 6                    |                         |
|                  |                                 |                       |                      |                         |
| 3 (sans enjeu)   | Arantxa Sánchez - Carlos Moyá   | 7                     | 6                    |                         |
| 3 (sans enjeu)   | Karina Habšudová - Karol Kučera | 63                    | 1                    |                         |

|  | Équipe 1  | Score | Équipe 2 |  |
|  | Slovaquie | 3 – 0 | Suède    |  |

| Ordre des matchs | Joueurs                         | Points au premier set | Points au second set | Points au troisième set |
| ---------------- | ------------------------------- | --------------------- | -------------------- | ----------------------- |
| 1                | Karina Habšudová                | 6                     | 6                    |                         |
| 1                | Åsa Carlsson                    | 3                     | 3                    |                         |
|                  |                                 |                       |                      |                         |
| 2                | Karol Kučera                    | 6                     | 6                    |                         |
| 2                | Thomas Enqvist                  | 4                     | 4                    |                         |
|                  |                                 |                       |                      |                         |
| 3 (sans enjeu)   | Karina Habšudová - Karol Kučera | 7                     | 6                    |                         |
| 3 (sans enjeu)   | Åsa Carlsson - Thomas Enqvist   | 5                     | 3                    |                         |

|  | Équipe 1  | Score | Équipe 2 |  |
|  | Australie | 2 – 1 | Espagne  |  |

| Ordre des matchs | Joueurs                          | Points au premier set | Points au second set | Points au troisième set |
| ---------------- | -------------------------------- | --------------------- | -------------------- | ----------------------- |
| 1                | Annabel Ellwood                  | 2                     | 2                    |                         |
| 1                | Arantxa Sánchez                  | 6                     | 6                    |                         |
|                  |                                  |                       |                      |                         |
| 2                | Patrick Rafter                   | 7                     | 1                    | 7                       |
| 2                | Carlos Moyá                      | 5                     | 6                    | 6                       |
|                  |                                  |                       |                      |                         |
| 3 (sans enjeu)   | Annabel Ellwood - Patrick Rafter | 7                     | 6                    |                         |
| 3 (sans enjeu)   | Arantxa Sánchez - Carlos Moyá    | 5                     | 2                    |                         |

|  | Équipe 1 | Score | Équipe 2 |  |
|  | Espagne  | 2 – 1 | Suède    |  |

| Ordre des matchs | Joueurs                       | Points au premier set | Points au second set | Points au troisième set |
| ---------------- | ----------------------------- | --------------------- | -------------------- | ----------------------- |
| 1                | Arantxa Sánchez               | 6                     | 6                    |                         |
| 1                | Åsa Carlsson                  | 2                     | 2                    |                         |
|                  |                               |                       |                      |                         |
| 2                | Carlos Moyá                   | 4                     | 1                    |                         |
| 2                | Thomas Enqvist                | 6                     | 6                    |                         |
|                  |                               |                       |                      |                         |
| 3 (sans enjeu)   | Arantxa Sánchez - Carlos Moyá | 6                     | 6                    |                         |
| 3 (sans enjeu)   | Åsa Carlsson - Thomas Enqvist | 3                     | 4                    |                         |

|  | Équipe 1  | Score | Équipe 2  |  |
|  | Slovaquie | 2 – 1 | Australie |  |

| Ordre des matchs | Joueurs                          | Points au premier set | Points au second set | Points au troisième set |
| ---------------- | -------------------------------- | --------------------- | -------------------- | ----------------------- |
| 1                | Karina Habšudová                 | 6                     | 6                    |                         |
| 1                | Annabel Ellwood                  | 3                     | 3                    |                         |
|                  |                                  |                       |                      |                         |
| 2                | Karol Kučera                     | 63                    | 6                    | 63                      |
| 2                | Patrick Rafter                   | 7                     | 3                    | 7                       |
|                  |                                  |                       |                      |                         |
| 3 (sans enjeu)   | Karina Habšudová - Karol Kučera  | 7                     | 6                    |                         |
| 3 (sans enjeu)   | Annabel Ellwood - Patrick Rafter | 5                     | 2                    |                         |

### Groupe B

#### Classements
| #   | Équipe victorieuse | Adversaire     | Score |
| 1er | Afrique du Sud     | États-Unis     | 2 - 1 |
| 2e  | France             | Allemagne      | 3 - 0 |
| 3e  | Afrique du Sud     | Allemagne      | 2 - 1 |
| 4e  | France             | États-Unis     | 3 - 0 |
| 5e  | États-Unis         | Allemagne      | 2 - 1 |
| 6e  | France             | Afrique du Sud | 3 - 0 |

| #   | Pays           | Points | Matchs | Sets |
| --- | -------------- | ------ | ------ | ---- |
| 1re | France         | 3-0    | 9-0    | 18-3 |
| 2e  | Afrique du Sud | 2-1    | 4-5    | 8-13 |
| 3e  | États-Unis     | 1-2    | 3-6    | 6-13 |
| 4e  | Allemagne      | 0-3    | 2-7    | 8-14 |

#### Matchs détaillés
|  | Équipe 1       | Score | Équipe 2   |  |
|  | Afrique du Sud | 2 – 1 | États-Unis |  |

| Ordre des matchs | Joueurs                         | Points au premier set | Points au second set | Points au troisième set |
| ---------------- | ------------------------------- | --------------------- | -------------------- | ----------------------- |
| 1                | Amanda Coetzer                  | 4                     | 3                    |                         |
| 1                | Chanda Rubin                    | 6                     | 6                    |                         |
|                  |                                 |                       |                      |                         |
| 2                | Wayne Ferreira                  | 3                     | 6                    | 6                       |
| 2                | Jonathan Stark                  | 6                     | 3                    | 4                       |
|                  |                                 |                       |                      |                         |
| 3 (sans enjeu)   | Amanda Coetzer - Wayne Ferreira | 6                     | 5                    | 6                       |
| 3 (sans enjeu)   | Chanda Rubin - Jonathan Stark   | 2                     | 7                    | 1                       |

|  | Équipe 1 | Score | Équipe 2  |  |
|  | France   | 3 – 0 | Allemagne |  |

| Ordre des matchs | Joueurs                      | Points au premier set | Points au second set | Points au troisième set |
| ---------------- | ---------------------------- | --------------------- | -------------------- | ----------------------- |
| 1                | Mary Pierce                  | 4                     | 6                    | 6                       |
| 1                | Anke Huber                   | 6                     | 4                    | 3                       |
|                  |                              |                       |                      |                         |
| 2                | Cédric Pioline               | 6                     | 6                    |                         |
| 2                | Tommy Haas                   | 4                     | 4                    |                         |
|                  |                              |                       |                      |                         |
| 3 (sans enjeu)   | Mary Pierce - Cédric Pioline | 2                     | 6                    | 7                       |
| 3 (sans enjeu)   | Anke Huber - Tommy Haas      | 6                     | 3                    | 3                       |

|  | Équipe 1       | Score | Équipe 2  |  |
|  | Afrique du Sud | 2 – 1 | Allemagne |  |

| Ordre des matchs | Joueurs                         | Points au premier set | Points au second set | Points au troisième set |
| ---------------- | ------------------------------- | --------------------- | -------------------- | ----------------------- |
| 1                | Amanda Coetzer                  | 3                     | 3                    |                         |
| 1                | Anke Huber                      | 6                     | 6                    |                         |
|                  |                                 |                       |                      |                         |
| 2                | Wayne Ferreira                  | 6                     | 3                    | 6                       |
| 2                | Tommy Haas                      | 4                     | 6                    | 1                       |
|                  |                                 |                       |                      |                         |
| 3 (sans enjeu)   | Amanda Coetzer - Wayne Ferreira | 6                     | 6                    |                         |
| 3 (sans enjeu)   | Anke Huber - Tommy Haas         | 2                     | 2                    |                         |

|  | Équipe 1 | Score | Équipe 2   |  |
|  | France   | 3 – 0 | États-Unis |  |

| Ordre des matchs | Joueurs                       | Points au premier set | Points au second set | Points au troisième set |
| ---------------- | ----------------------------- | --------------------- | -------------------- | ----------------------- |
| 1                | Mary Pierce                   | 6                     | 6                    |                         |
| 1                | Chanda Rubin                  | 0                     | 3                    |                         |
|                  |                               |                       |                      |                         |
| 2                | Cédric Pioline                | 6                     | 6                    |                         |
| 2                | Jonathan Stark                | 4                     | 3                    |                         |
|                  |                               |                       |                      |                         |
| 3 (sans enjeu)   | Mary Pierce - Cédric Pioline  | 6                     | 7                    |                         |
| 3 (sans enjeu)   | Chanda Rubin - Jonathan Stark | 4                     | 63                   |                         |

|  | Équipe 1   | Score | Équipe 2  |  |
|  | États-Unis | 2 – 1 | Allemagne |  |

| Ordre des matchs | Joueurs                       | Points au premier set | Points au second set | Points au troisième set |
| ---------------- | ----------------------------- | --------------------- | -------------------- | ----------------------- |
| 1                | Chanda Rubin                  | 3                     | 1                    |                         |
| 1                | Anke Huber                    | 6                     | 6                    |                         |
|                  |                               |                       |                      |                         |
| 2                | Jonathan Stark                | 7                     | 63                   | 6                       |
| 2                | Tommy Haas                    | 64                    | 7                    | 4                       |
|                  |                               |                       |                      |                         |
| 3 (sans enjeu)   | Chanda Rubin - Jonathan Stark | 6                     | 6                    |                         |
| 3 (sans enjeu)   | Anke Huber - Tommy Haas       | 3                     | 4                    |                         |

|  | Équipe 1 | Score | Équipe 2       |  |
|  | France   | 3 – 0 | Afrique du Sud |  |

| Ordre des matchs | Joueurs                         | Points au premier set | Points au second set | Points au troisième set |
| ---------------- | ------------------------------- | --------------------- | -------------------- | ----------------------- |
| 1                | Mary Pierce                     | 6                     | 6                    |                         |
| 1                | Amanda Coetzer                  | 3                     | 3                    |                         |
|                  |                                 |                       |                      |                         |
| 2                | Cédric Pioline                  | 7                     | 6                    |                         |
| 2                | Wayne Ferreira                  | 6                     | 3                    |                         |
|                  |                                 |                       |                      |                         |
| 3 (sans enjeu)   | Mary Pierce - Cédric Pioline    | 6                     | 7                    |                         |
| 3 (sans enjeu)   | Amanda Coetzer - Wayne Ferreira | 4                     | 64                   |                         |

## Finale
La finale de la Hopman Cup 1998 se joue entre la Slovaquie et la France.
|  | Équipe 1  | Score | Équipe 2 |  |
|  | Slovaquie | 2 – 1 | France   |  |